# Departament de San José
San José (en castellà i oficialment Departamento de San José) és un departament situat a la zona sud de l'Uruguai. Limita al nord amb Flores, a l'est amb Florida, Canelones i Montevideo, a l'oest amb Colonia i Soriano (mitjançant una petita intersecció), i al sud amb el Riu de la Plata. La seva superfície és de 4.992 km² (igual a la de les Illes Balears) i té una població aproximada de 103.104 habitants segons el cens de 2004, el que el converteix en un dels departaments més poblats de l'Uruguai. La seva franja meridional sol ser considerada com a part de la zona metropolitana de Montevideo, a causa que un bon contingent de la seva població treballa a la capital nacional o sol traslladar-se a ella amb freqüència i per diversos motius. La capital departamental és la ciutat de San José de Mayo.

## Història
La denominació del departament ve donada per la imatge santoral de la figura de San José que va ser introduïda en el primer assentament establert pels espanyols a començaments del segle xix. El 1955, el Papa Pius XII va batejar la capital maragata com la diòcesi de San José, sant patró del departament.
D'altra banda, el gentilici de "maragat" als nadius d'aquest departament té les seves arrels a la comarca espanyola de Maragateria, a la província de Lleó (Castella i Lleó). Els maragats van ser els majors colonitzadors d'aquesta zona del país i se'ls atribueix la fundació de San José de Mayo, centre urbà a partir del qual van anar incloent altres territoris limítrofs. No obstant això, un altre grup d'immigrants que va poblar el departament provenia majoritàriament d'Astúries.
A mitjan segle xviii, la Banda Oriental era notícia a Espanya en vista de les seves riqueses i de la seva favorable situació climàtica. A Astúries i Galícia es va donar el primer pas cap a 1779, any en el qual nombroses famílies es reunien per discutir sobre qüestions relacionades a l'emigració i a què els esperaria al Nou Món, un gresol d'ètnies i costums de caràcter primitiu per a l'europeu d'aquell temps.
Tres anys després, el 1782, van arribar al Port de Montevideo dos vaixells amb emigrants, un de procedència lusitana i un altre d'origen espanyol, el 29 de setembre i el 30 de desembre respectivament.
La intenció de la Cort d'Espanya era poblar la Patagònia però, donades les incongruències i l'ambient hostil d'un territori fred i àrid, sumat a la falta de recursos suficients que facilitessin l'abastament a les colònies, el llavors Virrei Juan José de Vertiz va prendre la iniciativa de situar els nous pobladors en dos emporis emmarcats en els confins de la Banda, els de San José i Minas.
En maig de 1783, Eusebio Vidal, Tinent de Dracs d'Almanza, va partir des de Montevideo cap als esmentats assentaments per mandat del Governador Vertiz y Salcedo, el successor de Ceballos en el Virregnat del Riu de la Plata, i a fi de fer oficial la voluntat del rei Carles III. Va ser acompanyat per 244 homes (40 caps de família i 204 indis missioners) que s'encarregarien de les tasques de construcció. Cap a 1789 van aparèixer els primers habitatges de material, i començarien a arribar colons procedents de la Patagònia.
A diferència del que ocorria en altres zones d'Amèrica, els habitants (majoritàriament asturians) no eren atrets per les pedres precioses ni pels tresors, sinó per les terres i la set de treball en el camp.

### San José en la història de l'Uruguai
El departament constitueix una peça clau en la història del país i en la lluita per l'emancipació de Sud-amèrica respecte al Regne d'Espanya.
Al poble de San José es va deslliurar el 25 d'abril de 1811 el combat entre l'exèrcit patriota del general Manuel Belgrano, vencedor de la contesa, i les forces realistes, caient ferit durant la mateixa el capità Manuel Artigas. El 23 d'octubre va tenir lloc l'Èxode del Poble Oriental, en el que un grup de famílies van abandonar les seves propietats per acompanyar a José Gervasio Artigas en la "redota" o exili a terres del nord. Finalment, el 24 de novembre de 1818 es reuneix la Primera Assemblea General Constituent per acordar els principis que havien de tractar-se a la futura Constitució.
Per San José van avançar a més els Trenta-Tres Orientals en el seu trajecte des de Buenos Aires a Montevideo el 1825 contra la monarquia portuguesa, alliberant les batalles de Pas del Rei i capturant 300 brasilers; i la de San José, capturant una guarnició enemiga.

### 1811: Any d'enfrontaments
El 21 de febrer de 1811 es van enfrontar les tropes revolucionàries contra les espanyoles enviades pel virrei Francisco Javier de Elío, un conflicte que es va desenvolupar al Pas del Rei. Venancio Benavídez i Manuel Artigas (cosí del pròcer nacional, José Artigas) serien els encarregats de dirigir l'exèrcit armat contra l'autoritat regent que cauria en derrota, havent de refugiar-se a San José. El triomf en terres maragates seria anterior a la Batalla de Las Piedras, que es va manifestar el 18 de maig d'aquell any. Malgrat la imminent victòria sobre els fidels a la corona espanyola, Manuel Artigas moriria poc després en ser ferit greument.

### L'èxode

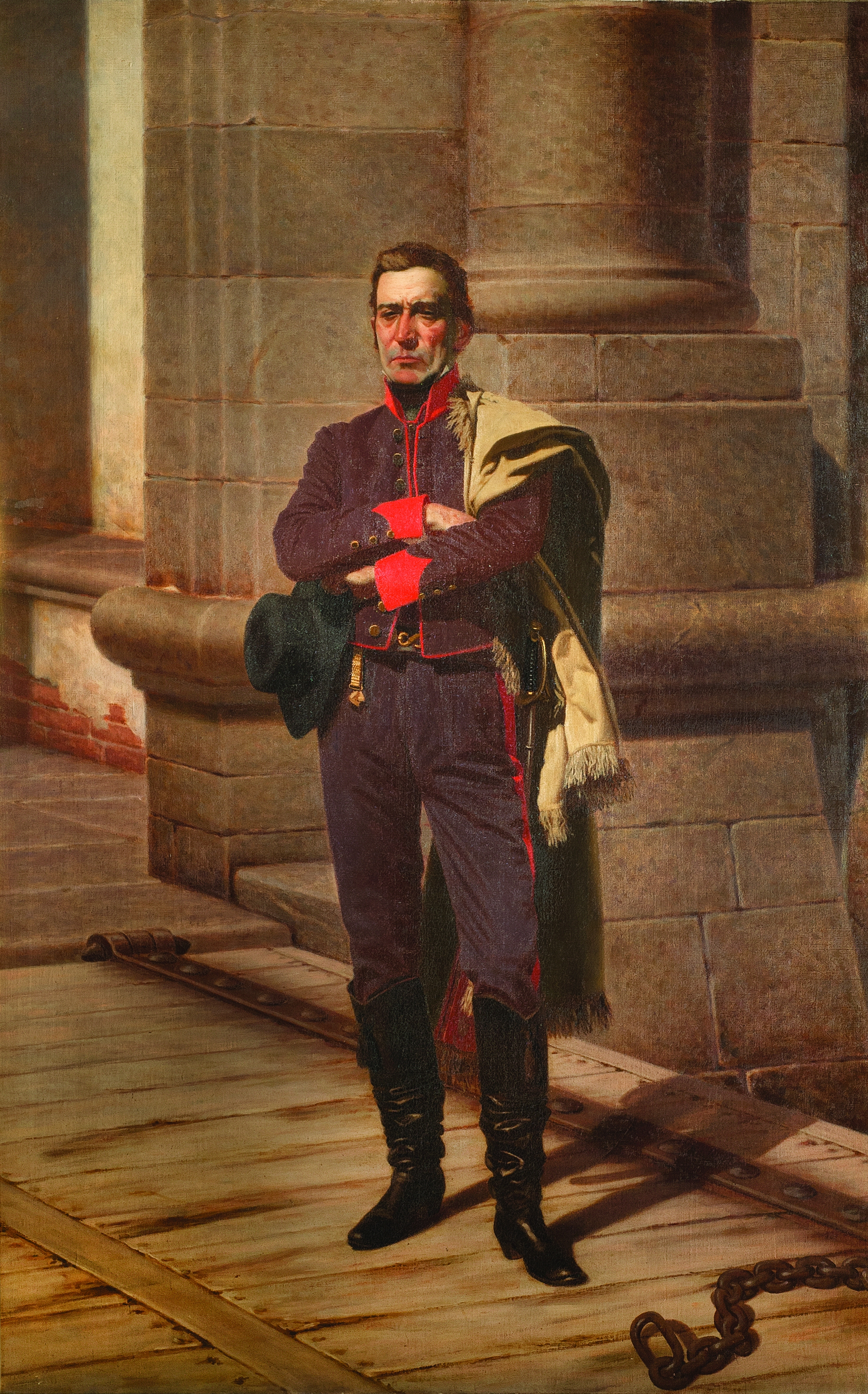
José Gervasio Artigas.

Després de la firma de l'Armistici d'octubre de 1811, gran part dels residents de Montevideo van deixar enrere totes les seves possessions i van seguir el líder revolucionari, el General José Gervasio Artigas. Aquesta directiva es va plantejar en l'Assemblea de San José, a finals d'aquell mes, convocant molts camperols que formaven part, per primera vegada, de debats tan polèmics per al futur de la comunitat.

En un epígraf de José Artigas cap a la Junta del Paraguai, firmat a la Caserna General del Daymán el desembre de 1811, fa constar: 
| « | Marxem els assetjadors en retirada fins a San José i allà es van veure els bravos orientals a rebre el gran cop que va fer la prova de la seva constància; el govern de Buenos Aires va ratificar els tractats en totes les seves parts, per ell es priva d'un asil a les ànimes lliures a la Banda Oriental i per ell es lliuren pobles sencers a la dominació d'aquell mateix senyor Elío sota jou van gemegar. Dura necessitat! | » |

S'ha especulat molt respecte al lloc on van tenir lloc l'Assemblea i el campament. Alguns autors, com Agustín Beraza, apunten que bé va poder haver estat a la costa del riu San José, mentre que altres, com Reyes Abadíe i Vázquez Romero, assenyalen que va ser al Paso de la Arena.
Si bé el punt geogràfic exacte no és fàcil de fixar, se sol concordar que l'esdeveniment va ser de vital transcendència per al poble i que es considera un factor inqüestionable per al qual es convertiria en país sobirà el 1830.

### L'Assemblea Constituent

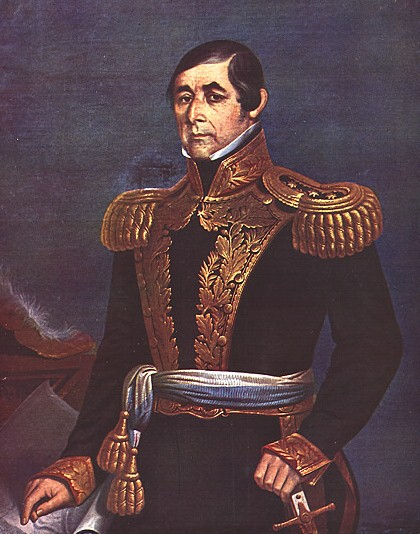
Fructuoso Rivera

El 1828 va tenir lloc la Convenció Preliminar de Pau de Rio de Janeiro, que havia de sumar la presa de les Missions Orientals a les mans del futur primer president Fructuoso Rivera. Després d'aquesta comissió, se li va adjudicar a la província una Assemblea General i Legislativa que es tornaria autònoma i independent el 1830. La primera sessió es va dur a terme en un predi de San José el 22 de novembre, nomenant José Rondeau com a governador provisori. Amb el temps es van promulgar les primeres lleis que no contravenien als plantejaments formulats en la Convenció. La Província Cisplatina es convertiria doncs en la República Oriental de l'Uruguai.

### 1839: La batalla de Cagancha
Aquest enfrontament armat es va desenvolupar en l'actual departament de San José, sobre el rierol del mateix nom. Va ser l'escenari de la lluita entre 6.000 soldats a favor del president argentí Juan Manuel de Rosas contra uns 3.000 riveristes que buscaven l'estabilitat del nou país. Es va produir poc abans que es desencadenés la Guerra Gran (1839-1851), i va cobrar la vida de 400 rosistas i de 200 homes sota l'autoritat de Rivera.

### Homenatge a Artigas
En la commemoració del naixement de José Artigas es va establir la base del que seria el primer recordatori a la figura del pròcer. Es va transportar per tren des de La Paz (Canelones), i l'estàtua va ser dissenyada per Juan Manuel Blanes i el seu fill Juan Luis. Un artista italià, Dante Costa, s'encarregaria de modelar-la i de fondre el bronze a la ciutat de Florència. Va ser finalment inaugurat el 25 d'agost de 1898, en l'aniversari de la declaratòria de la Independència.

## Geografia

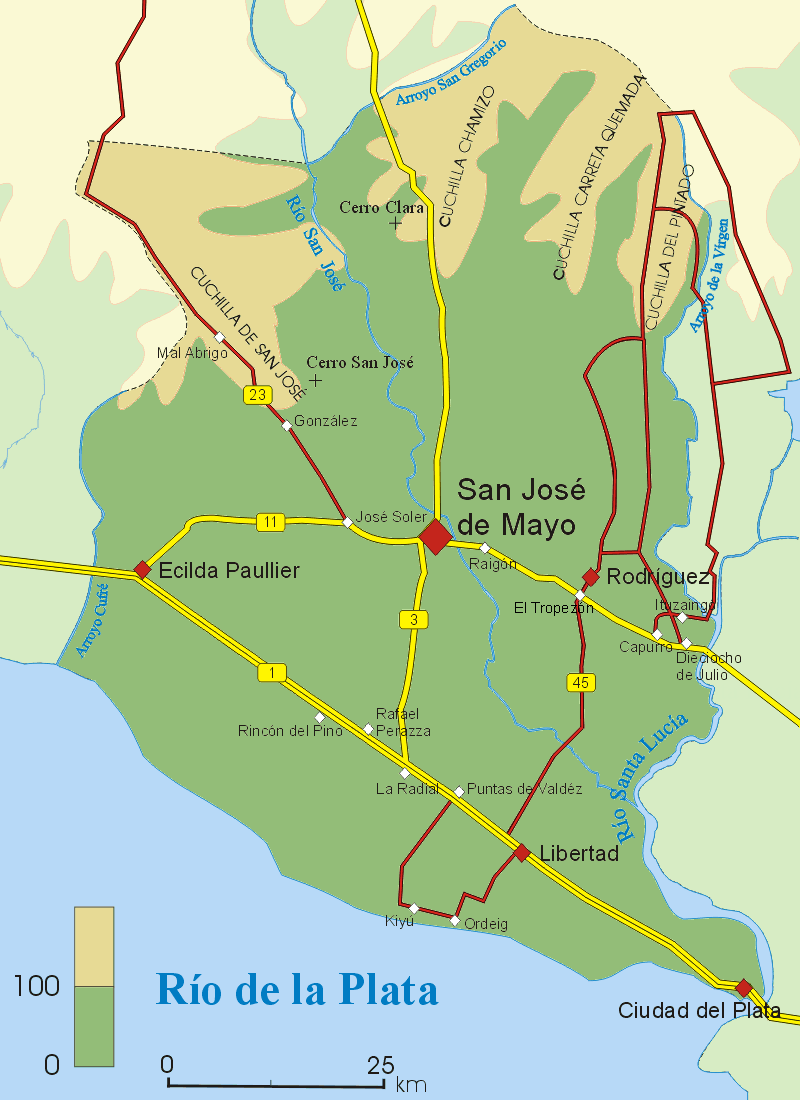
Mapa de San José sobre la costa del Riu de la Plata.

El territori maragat forma part del litoral sud de l'Uruguai, igual com els departaments de Colonia, Montevideo, Canelones, Maldonado i Rocha.
Al costat dels quatre primers comprèn la conca del Plata, per la qual cosa disposa de platges fresques i d'un clima continental caracteritzat per l'escassetat de pluges. El seu límit oriental amb la capital nacional li serveix de residència passiva a cents de treballadors que treballen en el camp de Montevideo. Per aquest motiu és, a més, un departament industrial on la proximitat al mercat i al port de la capital li ofereix una bona font d'ingressos i genera majors possibilitats d'ocupació que altres punts de l'interior.

### Orografia
San José es divideix en quatre regions geogràfiques ben diferenciades: els plans cristal·lins del sud, rics i constituïts a partir de llims eòlics; les serres banyades del nord-oest, abundants en granit i d'acabament buidat com s'aprecia a les Serres de Mahoma (punt més alt del departament, amb 180 metres d'altura sobre el nivell del mar); l'orient argilenc, envoltat pels rius de Santa Lucía i San José; i el litoral platense, també predominantment pla i sorrenc (com en el Rincón de la Bolsa), però accidentat en llocs com Mauricio o San Gregorio.

### Hidrografia
Un annex de la Cuchilla Grande, conegut com la Cuchilla de San José, representa el límit fluvial més important a nivell departamental. Aquest intersecta amb el riu Santa Lucía i rep als afluents del Plata, entre ells, els rierols Pereira, Pavón i Cufré pròxim a Colonia. Finalment, el riu San José (que neix al departament de Flores) allotja a nombrosos banyats i rierols tals com el Chamizo, el Carreta Quemada i el Cagancha.
El riu Santa Lucía serveix de límit natural amb Canelones, Florida i Montevideo, i rep al rierol de la Virgen, un de seus tants tributaris.

### Clima
El clima del departament és fresc i en general no rep grans precipitacions (menys de 900 mm anuals, i amb major persistència durant els mesos que van de tardor a hivern) com altres punts del país. La temperatura oscil·la entorn dels 18 °C mitjana, sent una regió humida i temperada durant gairebé tot l'any. Això es deu en major mesura a la seva situació geogràfica meridional.

### Flora i fauna
San José té una vegetació moderada i bastant uniforme. En els últims anys s'han dut a terme plantacions i forestacions que procuren donar-li protecció a una àrea senzillament rural i desprotegida. La costa ha estat coberta d'àlbers, eucaliptus, cedres, salzes i arbres de platanus hispanica que es troba així mateix dispers al llarg de tot el departament. Es poden trobar a més algunes espècies de pi, arbres fruiters, heures, arbusts, joncs, llorers, palmeres i bardisses. La prada pampeana predomina a gairebé tot el territori i afavoreix a l'activitat agrícola.
Quant a la fauna maragata, destaquen: l'ànec, l'aviram, algunes espècies de gall salvatge, el benteveo, el tero, la colom, la cotorra silvestre (o cotorra argentina), el cardenal, l'òliba, i les gavines sobre el litoral.
Les aigües i els estanys artificials ofereixen truites, corvines, bagres, majuges i petites varietats de sardina.
Respecte als mamífers, trobem ovelles, bestiar boví, porcí i cavallí, rosegadors (conill, llebre i ratolí de camp), etc.
També existeixen granotes, gripaus i alguna espècie de rèptil de menor mida.

## Economia
L'economia de San José està relativament diversificada, predominant la indústria lletera. Pròxim a Montevideo destaquen el cultiu de cereals, farratges, fruites, remolatxa, patates (primer departament productor a nivell nacional), blat de moro, cep i l'activitat destinada al processament d'oleaginosos com el lli o el gira-sol. Sobre el riu Santa Lucía es troben les principals productores d'articles de neteja i substàncies químiques. En la capital i en la ciutat de Libertad hi ha instal·lades les empreses de lactis, bodegues i les de processament de bestiar boví, oví i porcí.

## Comunicacions
San José és molt transitat per milers de turistes o conductors que emprenen seu amb rumb al departament de Colonia o al de Montevideo. La ruta nº1 (també coneguda com la ruta del Brigadier Manuel Oribe) neix a la capital nacional i mor a Colonia del Sacramento, travessant al departament de San José des del sud-est a l'oest, i intersectant amb la núm 3 (o del General José Artigas) a mitjan camí sobre les Puntas de Valdéz. Aquesta última va des del centre sud departamental, passant per San José de Mayo, fins al nord de l'Uruguai.
Altres carreteres (incloses les esmentades a dalt) s'ofereixen a continuació:
Nord:
- Ruta nacional 3 (San José – Artigas)
- Ruta 23 (San José de Mayo – Trinidad)

Nord/Sud:
- Ruta 45 (paral·lel al Rierol Quemada)

Est/Oest:
- Ruta nacional 1 (Montevideo - Colonia del Sacramento): a aquest departament és una autovia
- Ruta nacional 11 (Ecilda Paullier - Atlántida)

Est:
- Ruta 78

San José compta a més amb un petit aeroport nacional, una línia ferroviària amb servei de passatgers que la connecta amb Montevideo i alguns ports sobre el litoral rioplatense. L'antic pont de Santa Lucía (que serveix de límit amb Montevideo) té la seva part central giratòria, que s'obre quan els vaixells d'una altura superior a la del tauler transiten el riu homònim.
Ja a començaments del segle xxi va ser construït un nou pont paral·lel al tradicional pont metàl·lic, i que millora la circulació en la important Ruta Nº 1.

## Govern
D'acord amb l'article 262 de la Constitució de la República, en matèria d'administració departamental:
| « | el Govern i Administració dels Departaments, a excepció dels serveis de seguretat pública, seran exercits per una Junta Departamental i un Intendent. Tindran la seva seu a la capital de cada departament i iniciaran les seves funcions seixanta dies després de la seva elecció. A més, l'Intendent, amb acord de la Junta Departamental, podrà delegar en les autoritats locals l'exercici de determinades comeses en les seves respectives circumscripcions territorials (...). | » |

La Intendència Municipal de San José és l'òrgan executiu i legislatiu suprem del departament. L'Intendent és qui presideix l'organisme i és elegit de forma popular per un període de quatre anys amb possibilitat de reelecció. La legislatura està exercida pels edils, que acompanyen a les llistes electorals i són elegits de forma democràtica.
Els edils són els encarregats de proposar reformes municipals, decrets i impostos, així com qualsevol altre projecte que estimin convenient coordinar amb l'Intendent. Aquests compleixen la funció del Poder Legislatiu a nivell departamental.

## Educació i cultura
Hi ha més de 80 escoles d'educació primària en el departament, la majoria de les quals es concentren a la capital San José de Mayo. També existeixen algunes biblioteques importants com la Municipal, la del Liceu Dr. Alfonzo Espinola, la del Museu Departamental i la de l'Institut Docent E. Caputi de Corbacho, entre d'altres.
L'educació superior s'endinsa en la pla de la formació de professors de primària i secundària, i en l'aprenentatge d'oficis i tasques relacionades amb l'àmbit rural i tecnològic.
Aquesta última tasca corre per compte de l'UTU (Universitat del Treball de l'Uruguai), present en la totalitat dels departaments del país.
En tractar-se d'un Estat unitari, la instrucció tant pública com privada depèn directament del CODICEN, de les seves respectives seccions, i del Ministeri d'Educació i Cultura.
Aquest organisme regula els plans d'estudi a nivell nacional, sense diferències per departament o jurisdicció.
La Intendència Municipal de San José (IMSJ) promou activitats culturals a fi de promoure el desenvolupament social i intel·lectual dels seus habitants. Nombroses ofertes orientades a la dansa, als tallers literaris, a la pintura i a les [art]s en general, són accessibles per part dels qui hi estiguin interessats.
El juliol de 1912 es va inaugurar la Sala del Teatre Bartolomé Macció, en honor de l'il·lustre italià que destinava fons per promoure la integritat sociocultural del departament. Es troba a la capital i realitza representacions per al delit de l'audiència local.
San José disposa a més d'una Banda Municipal composta per una orquestra que es remunta a l'any 1896 i que es faria oficial el 1921.

## Població
D'acord amb el cens de 2004, hi ha en el departament 103.104 habitants i 33.063 llars particulars. La mida mitjana de la llar és de 3,0 persones. Per cada 100 dones hi ha 100,0 homes. Els estudis realitzats per l'Institut Nacional d'Estadística de l'Uruguai assenyalen un lleu creixement per als pròxims anys, preveient-se 125.783 habitants per a juny de 2025. Aquesta situació és sens dubte més favorable que la que s'experimenta en altres departaments del país, els ciutadans del qual tendeixen a emigrar cap al sud a la recerca de millors possibilitats laborals o culturals.
- Taxa de creixement exponencial de la població: 1,083% (2004)
- Taxa de natalitat: 15,24 naixements/1.000 persones (2004)
- Taxa de mortalitat: 9,30 morts/1.000 persones (2004)
- Mitjana d'edat: 32,0 anys (30,9 homes, 33,2 dones)
- Esperança de vida en néixer:

- Mitjana familiar: 2,11 fills/dona
- Ingrés mitjà mensual per capita de la llar (ciutats de 5.000 o més habitants): 3.989,4 pesos uruguaians/mes

Creixement poblacional (habitants des de 1852 fins al 2004):

### Principals centres urbans
Les ciutats més importants de San José són San José de Mayo, la seva capital, Libertad i Ciudad del Plata.
Pobles o ciutats amb una població superior a 1.000 habitants (dades del cens de 2004):

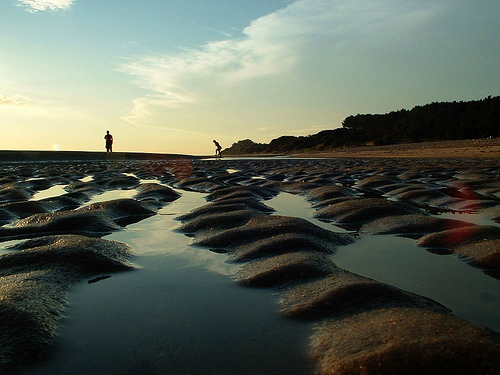
Kiyú, costa de San José.

| Ciutat/Poble     | Població |
| ---------------- | -------- |
| Ciudad del Plata | 26.582   |
| Ecilda Paullier  | 2.351    |
| Libertad         | 9.196    |
| Puntas de Valdéz | 1.267    |
| Rafael Perazza   | 1.235    |
| Rodríguez        | 2.561    |
| San José de Mayo | 36.339   |

Altres pobles:
- Boca del Cufré.
- Colonia San Joaquín (oest).
- González (oest).
- Ituizangó (est).
- Juan Soler (centre).
- Kiyú (sud).
- Mal Abrigo (oest).
- Mahoma (Uruguai) (nord-est).
- Ordeig.
- Raigón (centre-est).
- Rapetti (sud).
- Rincón de Buschental (est).
- Rincón del Pino (centre).
- San Gregorio (nord).
- Santa Paula (Uruguai) (sud).